# Reithrodontomys spectabilis
Reithrodontomys spectabilis är en däggdjursart som beskrevs av Jones och Lawlor 1965. Reithrodontomys spectabilis ingår i släktet skördemöss, och familjen hamsterartade gnagare. IUCN kategoriserar arten globalt som akut hotad. Inga underarter finns listade i Catalogue of Life.
Denna gnagare blir med svans 205 till 221 mm lång och den väger 18 till 21 g. Ovansidan är täckt av mörk ockra päls och på undersidan förekommer ljusgrå till vit päls. Dessutom är svansen uppdelad i en mörk ovansida och en ljus undersida. Mellan svansens fjäll finns små hår som är nästan osynliga. Jämförd med nära besläktade skördemöss har Reithrodontomys spectabilis en kraftigare skalle och en mörkare pälsfärg.
Arten förekommer endemisk på ön Cozumel öster om den mexikanska halvön Yucatán. Den lever i den låga täta växtligheten på skogsgläntor och vid skogens kanter. Reithrodontomys spectabilis är aktiv på natten. Den går på marken och klättrar ibland i växtligheten.